# 유한솔의 예감 좋은 날
유한솔의 예감 좋은 날은 G1 Fresh-FM(원주 103.1 춘천 105.1 강릉 106.1 태백 99.3 평창 88.3, 속초 101.3MHz)에서 2018년 10월 1일부터 2020년 9월 20일까지 매일 아침 9시부터 11시까지 방송중인 유한솔 아나운서가 진행하고 있는 라디오 프로그램이다.

## 진행
- 유한솔 아나운서 (남)

## 역대 진행
- 박성화 아나운서 (여)
- 박주언 전 아나운서 (여) - iFM 경인방송으로 이직
- 이선미 PD (여)  - 행복한아침, 예감좋은날, 뮤직블로그 연출 / 현재 퇴사
- 오유진 기상캐스터 (여) - TBN 강원교통방송 MC로 이직
- 이윤정 (아나운서) (여) - KBS 46기 아나운서로 이직
- 손민정 아나운서 (여) - 2020년 9월 21일 후임으로 진행

## 같이 보기
- G1방송
- G1 Fresh-FM
- SBS 파워FM
- 아름다운 이 아침

| G1 Fresh-FM                          |                                            |                                       |
| 이전                                 | 유한솔의 예감 좋은 날 (매일 09:00 ~ 11:00) | 다음                                  |
| 김영철의 파워FM (매일 07:00 ~ 09:00) | 유한솔의 예감 좋은 날 (매일 09:00 ~ 11:00) | 박선영의 영화처럼(매일 11:00 ~ 12:00) |
|                                      |                                            |                                       |
| 전국방송                             | 강원도 지역 방송                           | 강원도 지역 방송                      |